# أوتاكو
أوتاكو (بالهيراغانا:おたく، وبالكانجي: お宅) هو مصطلح ياباني يطلق على المعجبين بهواية ما خاصة الأنمي، والمانغا أو ألعاب الفيديو. تتكون الكلمة اليابانية من جزأين: جزء أو يفيد التفخيم والجزء تاكو الذي يعني مسكن أو منزل باليابانية (أوتاكو هي طريقة لبقة ومؤدبة لقول «منزلك» للمخاطَب).

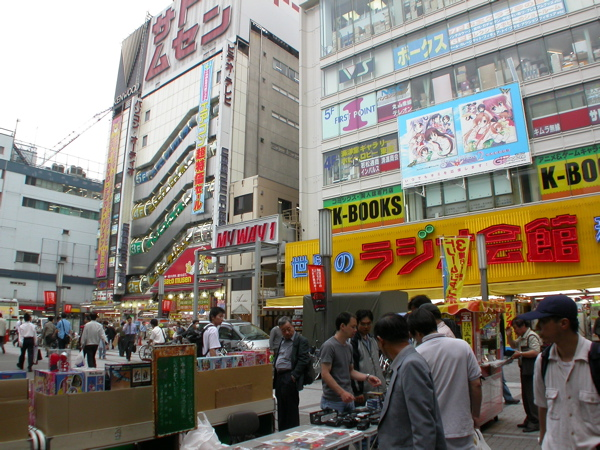
منطقة أكيهابارا في طوكيو الشهيرة بكثرة الإقبال عليها من طرف الأوتاكو.